# Chamalières
Chamalières – miejscowość i gmina we Francji, w regionie Owernia-Rodan-Alpy, w departamencie Puy-de-Dôme.
Według danych na rok 1990 gminę zamieszkiwało 17 301 osób, a gęstość zaludnienia wynosiła 4589 osób/km² (wśród 1310 gmin Owernii Chamalières plasuje się na 9. miejscu pod względem liczby ludności, natomiast pod względem powierzchni na miejscu 1018.).

## Współpraca zagraniczna
- Brodnica
- Steffisburg